# Bulbophyllum cordemoyi
Bulbophyllum cordemoyi là một loài phong lan thuộc chi Bulbophyllum.